# La Finale (téléfilm)
Pour l’article homonyme, voir La Finale.
Pour plus de détails, voir Fiche technique et Distribution.
La Finale est un téléfilm de Patricia Mazuy réalisé pour les chaînes de télévision Arte et France 2 à l’occasion de la Coupe du monde de football de 1998, diffusé en 1999.

## Synopsis
Pendant la Coupe du monde de football 1998, la fille du leader d'un parti d'extrême-droite découvre le monde des supporters.

## Fiche technique
- Titre : La Finale
- Réalisation : Patricia Mazuy
- Scénario : Patricia Mazuy et Simon Reggiani d'après la pièce de théâtre de Sébastien Nuzzo
- Casting : Marie-Jeanne Pascal
- Assistante réalisation : Aude Cathelin
- Montage : Bénédicte Brunet
- Musique : Pablo Master, Simon Reggiani
- Production : Victorien Vaney
- Société de production : Antéfilms Productions, France 2, La Sept-Arte et Movie DA
- Pays :  France
- Genre : Comédie dramatique
- Durée : 90 minutes
- Dates de sortie : 
  -  France : 28 avril 1999

## Distribution
- Emmanuelle Devos : Marie-France Victoire
- Jean-Pierre Darroussin : Henri
- Jean-François Gallotte : Lagrange
- David Douillet : le commissaire
- Marina Tomé : Marie-France bis
- Rita Blanco : la concierge